# 内莞桥
内莞桥，位于中国广东省河源市连平县内莞镇横水村，为河源市连平县的一个县级文物保护单位，类型为古建筑，公布时间为1985年4月。
内莞桥的历史年代为明代。